# Neon ningyo
Neon ningyo är en spindelart som beskrevs av Ikeda 1995. Neon ningyo ingår i släktet Neon och familjen hoppspindlar. Inga underarter finns listade i Catalogue of Life.